# کبیر خان (کارگردان)
کبیر خان (انگلیسی: Kabir Khan؛ زادهٔ ۱۹۷۱) فیلم پرداز، فیلمنامه‌نویس و کارگردان اهل کشور هند است.
از فیلم‌هایی که وی کارگردانی نموده می‌توان به زمانی ببری وجود داشت، برادر باجرانگی و فانتوم اشاره کرد.